# Bijugis lacteela
Bijugis lacteela är en fjärilsart som beskrevs av Franz Dannehl 1929. Bijugis lacteela ingår i släktet Bijugis och familjen säckspinnare. Inga underarter finns listade i Catalogue of Life.